# والتر بارنز (سياسي)
والتر بارنز (بالإنجليزية: Walter Barnes)‏ هو سياسي أسترالي، ولد في 1858 في Castlemaine, Victoria ‏ في أستراليا، وتوفي في 1933 في بريزبان في أستراليا.

## مناصب
- انتخب عضو المجلس التشريعي ولاية كوينزلاند عن دائرة Electoral district of Wynnum [الإنجليزية]‏ (11 مايو 1923 – 19 فبراير 1933).
- انتخب عضو المجلس التشريعي ولاية كوينزلاند عن دائرة Electoral district of Bulimba [الإنجليزية]‏ (16 مارس 1918 – 12 مايو 1923).
- انتخب Deputy Premier of Queensland [الإنجليزية]‏.
- انتخب وزير مالية كوينزلاند [الإنجليزية]‏ (7 فبراير 1911 – 1 يونيو 1915).
- انتخب عضو المجلس التشريعي ولاية كوينزلاند عن دائرة Electoral district of Bulimba [الإنجليزية]‏ (23 فبراير 1901 – 22 مايو 1915).